# Liste der Biografien/Kirm
Liste der Biografien |
Portal Biografien |
Personensuche
# |
A |
B |
C |
D |
E |
F |
G |
H |
I |
J |
K |
L |
M |
N |
O |
P |
Q |
R |
S |
T |
U |
V |
W |
X |
Y |
Z |
?
 
Ka |
Kb |
Kc |
Kd |
Ke |
Kf |
Kg |
Kh |
Ki |
Kj |
Kl |
Km |
Kn |
Ko |
Kp |
Kr |
Ks |
Kt |
Ku |
Kv |
Kw |
Ky |
Kx |
Kz
 
Kia |
Kib |
Kic |
Kid |
Kie |
Kif |
Kig |
Kih |
Kii |
Kij |
Kik |
Kil |
Kim |
Kin |
Kio |
Kip |
Kir |
Kis |
Kit |
Kiu |
Kiv |
Kiw |
Kix |
Kiy |
Kiz
 
Kira |
Kirb |
Kirc |
Kird |
Kire |
Kirf |
Kirg |
Kirh |
Kiri |
Kirj |
Kirk |
Kirl |
Kirm |
Kirn |
Kiro |
Kirp |
Kirr |
Kirs |
Kirt |
Kiru |
Kirv |
Kirw |
Kiry |
Kirz
Die Liste der Biografien führt alle Personen auf, die in der deutschsprachigen Wikipedia einen Artikel haben. Dieses ist eine Teilliste mit 29 Einträgen von Personen, deren Namen mit den Buchstaben „Kirm“ beginnt.

## Kirm
- Kirm, Andraž (* 1984), slowenischer Fußballspieler

### Kirma
- Kirmaier, Stefan (1889–1916), bayerischer Oberleutnant und Fliegerass im Ersten Weltkrieg
- Kirman, Alan (* 1939), britisch-französischer Wirtschaftswissenschaftler
- Kirman, Joseph (1896–1943), polnisch-jiddischer Dichter und Opfer des Holocaust
- Kirman, Richard (1877–1959), US-amerikanischer Politiker und Gouverneur des Bundesstaates Nevada (1935–1939)
- Kirmānī, Hamīd ad-Dīn al-, ismailitischer Dāʽī, Theologe und Philosoph
- Kirmann, Alphonse Charles (1887–1955), französischer römisch-katholischer Ordensgeistlicher und Apostolischer Vikar von Sassandra
- Kirmayr, Carlos (* 1950), brasilianischer Tennisspieler

### Kirme
- Kirmes, Carmen (* 1941), deutsche Politikerin (Neues Forum, FDP), MdL
- Kirmes, Friedrich August († 1858), deutscher Chirurg und Hofbader, Kaufmann und Unternehmer, Blutegel-Händler und Kommunalpolitiker
- Kirmes, Svend-Gunnar (* 1949), deutscher Rechtsanwalt und Politiker (CDU), MdL
- Kirmeser, Christoph, Rektor der Stadt- und Pfarrschule in Neisse; Propst des Augustiner-Chorherrenstifts in Glatz und Verfasser einer Predigtsammlung

### Kirmi
- Kirmis, Max (1851–1926), deutscher Naturwissenschaftler und Lehrer
- Kirmizi, Majda (* 1990), montenegrinische Handballspielerin
- Kırmızı, Salih (* 1954), türkischer Schauspieler
- Kırmızı, Seyit (* 1950), türkischer Radrennfahrer
- Kırmızıgül, Mahsun (* 1969), türkischer Musiker und FilmemacherMahsun Kırmızıgül (* 1969)

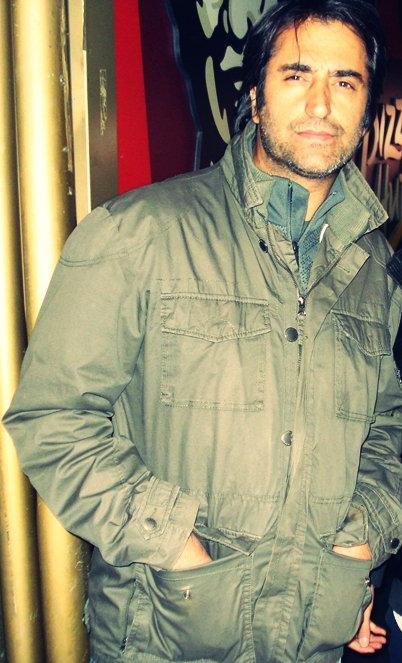
Mahsun Kırmızıgül (* 1969)

- Kırmızıtaş, Buğracan (* 1998), türkischer Fußballspieler

### Kirms
- Kirms, Ferdinand (1824–1854), Komponist und Kirchenmusiker
- Kirms, Franz (1750–1826), Weimarer Theaterleiter
- Kirmse, Carl L. (1888–1982), deutscher Filmarchitekt
- Kirmse, Emil (* 1913), deutscher Radsportler und Radsporttrainer
- Kirmse, Fritz (* 1912), deutscher Violinist
- Kirmse, Johannes (1876–1930), deutscher Fußballpionier und Sportfunktionär
- Kirmse, Wolfgang (* 1930), deutscher Chemiker
- Kirmser, Wilhelm (1911–1995), deutscher Unternehmer und Mäzen
- Kirmsse, Max (1877–1946), deutscher Pädagoge, Lokalpolitiker und Historiker
- Kirmße, Peter (1936–2012), deutscher Politiker (SPD), MdL
- Kirmße, Stefan (* 1965), deutscher Ökonom